# Pamilacan
Pamilacan ist eine zu den Philippinen gehörende, südlich von Bohol gelegene Insel mit etwa 150 ha Fläche. Sie bildet ein Barangay (Verwaltungseinheit) der Gemeinde Baclayon und hat 1.422 Einwohner (Stand 2010).

## Herkunft des Namens
Der Name Pamilacan leitet sich vom Wort pamilac ab, das so viel wie ‚großer Angelhaken‘ bedeutet und auf die ursprüngliche Haupteinnahmequelle der Inselbewohner verweist. Diese lebten bis 1998 hauptsächlich vom Delfin- und Walfang, bis dieser gesetzlich verboten wurde. Heute gilt die Insel als Anlaufpunkt für Delfin- und Walbeobachtungen.

## Geschichte
Zur Zeit der spanischen Kolonialzeit diente Pamilacan als Wachposten. Die Spanier errichteten hierfür vor rund 200 Jahren auf der Nordost-Seite der Insel ein Fort, das gemeinsam mit ähnlichen Bauten auf Bohol und Panglao ein Netzwerk bildet.